# Nudaria
Genre
Nudaria est un genre de lépidoptères (papillons) de la famille des Erebidae et de la sous-famille des Arctiinae.
Une seule espèce de ce genre est présente en Europe : Nudaria mundana, la Mondaine. Les autres sont originaires d'Asie, d'Océanie et d'Afrique.